# البانو ورسلس
البانو ورسلس (به ایتالیایی: Albano Vercellese) یک سکونتگاه مسکونی در ایتالیا است که در استان ورسلی واقع شده‌است.

## خصوصیات
البانو ورسلس ۱۳٫۸ کیلومترمربع مساحت و ۳۳۰ نفر جمعیت دارد و ۱۵۱ متر بالاتر از سطح دریا واقع شده‌است.